# Teorema di Tolomeo

Il teorema di Tolomeo stabilisce la relazione fra lati e diagonali in un quadrilatero inscritto in una circonferenza.

Il Teorema di Tolomeo è un teorema della geometria euclidea che stabilisce la relazione fra i lati e le diagonali di un quadrilatero ciclico, ovvero un quadrilatero inscritto in una circonferenza. Il teorema compare nel libro primo dell'Almagesto di Claudio Tolomeo.

## Enunciato
Dato un quadrilatero ABCD inscritto in una circonferenza, vale la seguente relazione:
{\displaystyle {\overline {AC}}\cdot {\overline {BD}}={\overline {AB}}\cdot {\overline {CD}}+{\overline {BC}}\cdot {\overline {AD}},}
o, a parole,
Se un quadrilatero è inscritto in una circonferenza, la somma dei prodotti delle coppie di lati opposti è uguale al prodotto delle sue diagonali.
È anche vero il viceversa, ossia:
Se in quadrilatero la somma dei prodotti delle coppie di lati opposti è uguale al prodotto delle sue diagonali, allora il quadrilatero può essere inscritto in una circonferenza.

## Dimostrazione
- Sia ABCD un quadrilatero ciclico.
- Si determini sulla diagonale AC il punto E, tale che l'angolo AEB sia congruente con l'angolo BCD.
- Osservando il disegno centrale, a destra, si vede che i triangoli AEB (giallo) e BCD (viola) sono simili; infatti gli angoli in C e in E sono uguali per costruzione, mentre gli angoli in A e D sono uguali in quanto angoli alla circonferenza che insistono sulla stessa corda BC. Di conseguenza, vale la relazione:

{\displaystyle {\overline {AE}}:{\overline {CD}}={\overline {AB}}:{\overline {BD}}}
o, equivalentemente,
{\displaystyle {\overline {AB}}\cdot {\overline {CD}}={\overline {AE}}\cdot {\overline {BD}}.}
- Osservando il disegno in basso, a destra, si vede che anche i triangoli BEC (giallo) e ABD (viola) sono simili; infatti gli angoli in B sono congruenti, come lo sono gli angoli in C e D, in quanto angoli alla circonferenza che insistono sulla stessa corda AB. Quindi si ha che:

{\displaystyle {\overline {EC}}:{\overline {AD}}={\overline {BC}}:{\overline {BD}},}
da cui
{\displaystyle {\overline {AD}}\cdot {\overline {BC}}={\overline {EC}}\cdot {\overline {BD}}.}
- Sommando membro a membro la seconda e la quarta equazione si ottiene:

{\displaystyle {\overline {AB}}\cdot {\overline {CD}}+{\overline {AD}}\cdot {\overline {BC}}={\overline {AE}}\cdot {\overline {BD}}+{\overline {EC}}\cdot {\overline {BD}}=\left({\overline {AE}}+{\overline {EC}}\right)\cdot {\overline {BD}}={\overline {AC}}\cdot {\overline {BD}}.}